# Robert Fratta
Robert Alan Fratta (* 22. Februar 1957 in Westbury, New York; † 10. Januar 2023 in Huntsville, Texas) war ein US-amerikanischer Polizeibeamter, der wegen des Auftragsmordes an seiner Ehefrau 1996 zum Tod verurteilt und rund 27 Jahre später mit der Giftspritze hingerichtet wurde. Sein Fall erlangte insbesondere Bekanntheit durch eine Folge der Dokumentarfernsehserie Im Todestrakt des deutschen Regisseurs Werner Herzog im Jahr 2012.
Fratta arbeitete als Polizeibeamter (englisch public safety officer) im texanischen Missouri City. In diesem Amt war er gleichzeitig als Feuerwehrmann tätig. Mit seiner Frau Farah (geborene Baquer, 1961–1994), mit der er seit 1983 verheiratet war, hatte er drei gemeinsame Kinder. Seine Frau reichte 1992 die Scheidung ein, da sie seine sexuellen Vorlieben, wie z. B. Koprophilie, verabscheute. 
Am 9. November 1994 erschoss der 18-jährige Afroamerikaner Howard Guidry die 33-jährige Farah Fratta in einer Garage, die zum Haus der Frattas in Atascocita 29 km nordöstlich des Stadtzentrums von Houston gehörte. Als Mittelsmann der Tat fungierte der 38-jährige Joseph Prystash, dessen Freundin Mary Gipp unter dem Zugeständnis eigener Straffreiheit aussagte, dass dieser von Robert Fratta mit dem Mord beauftragt worden sei. Zudem war Prystash laut den Ermittlern Fahrer des Fluchtautos, mit dem er und Guidry den Tatort verließen. Zum Zeitpunkt der Tat hielt sich Fratta mit seinen Kindern bei einem Kirchentreffen auf, offenbar um sich ein Alibi zu verschaffen. Das Strafgericht folgte der Aussage von Prystashs Freundin und verurteilte Fratta, wie später auch Prystash und Guidry, am 3. Mai 1996 zum Tod. Zur Verurteilung trug bei, dass die Ermittler anhand von Pagerdaten nachweisen konnten, dass Fratta am Tattag mehrfach mit Gipp telefoniert hatte. Ferner war Fratta offenbar Käufer der Tatwaffe, mit der Guidry nach der Ermordung von Frattas Frau auch einen Banküberfall begangen hatte. Die drei Verurteilten wurden in der Allan B. Polunsky Unit inhaftiert. Das Urteil gegen Fratta wurde 2007 wegen eines Formfehlers aufgehoben; 2009 folgte die erneute Verurteilung. Fratta hielt bis zuletzt an der Darstellung fest, als Unschuldiger verhaftet und verurteilt worden zu sein. 
Die Hinrichtung fand am Abend des 10. Januar 2023 im Staatsgefängnis von Huntsville statt; 24 Minuten nach Beginn der intravenösen Verabreichung einer Überdosis Pentobarbital wurde Fratta für tot erklärt. Er war der erste Delinquent, der im Jahr 2023 in Texas hingerichtet wurde; zugleich handelte es sich nach derjenigen von Amber McLaughlin um die zweite Hinrichtung desselben Jahres in den USA.